# شيراكامي-سانتشي

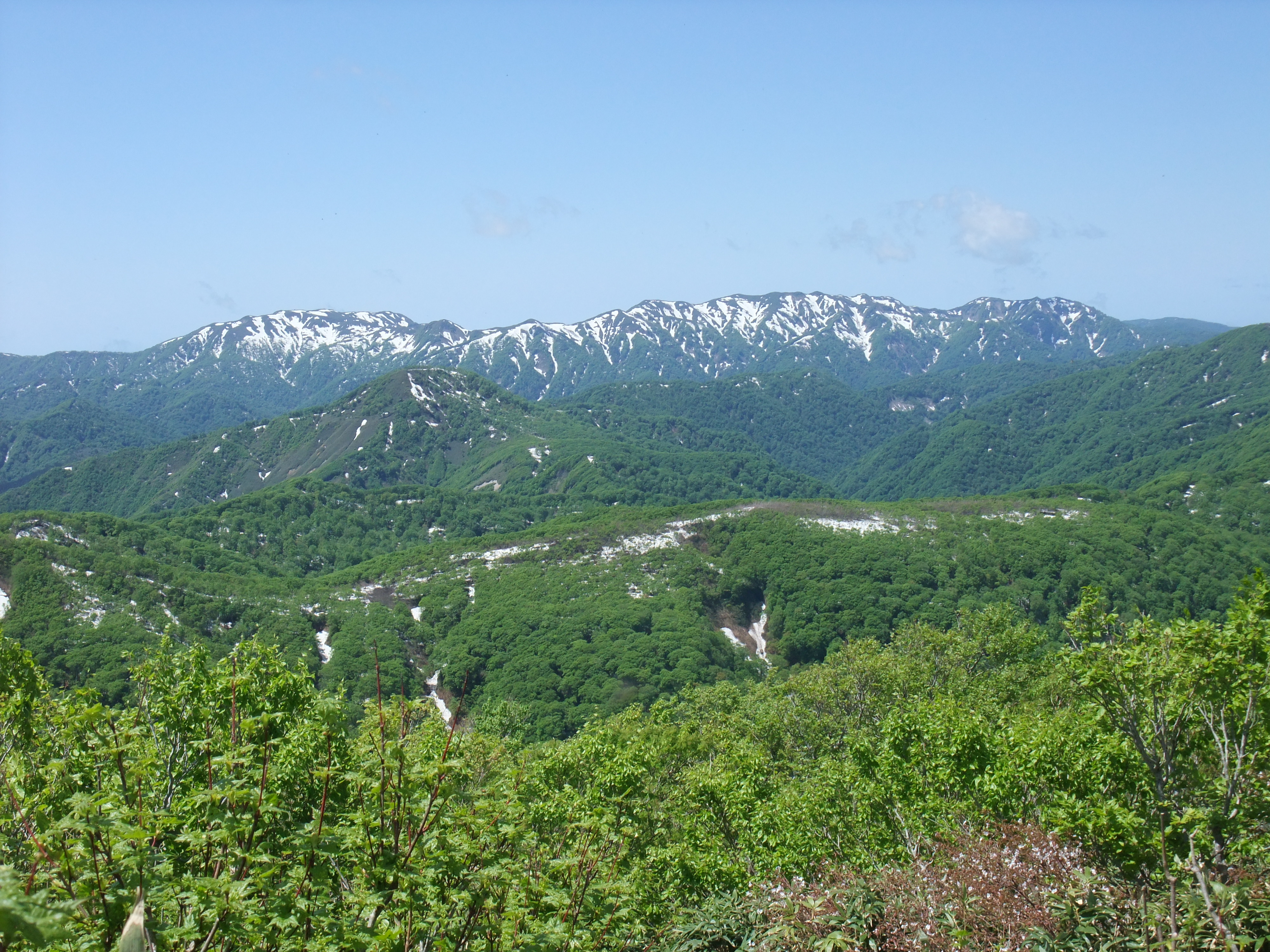
شيراكامي-سانتشي

شيراكامي-سانتشي (باليابانية: 白神山地) (تعني حرفيا "منطقة جبال الإله البيضاء") هو أحد مواقع التراث العالمي التي أقرتها منظمة اليونسكو في شمال جزيرة هونشو، اليابان. تتميز هذه المنطقة الجبلية باتساع الغابات البكر التي تمتد على طول محافظني أكيتا وآوموري. من إجمالي المساحة التي تبلغ 1,300 كيلومتر مربع تم تضمين مساحة تغطي 169.7 كيلومتر مربع في قائمة مواقع التراث العالمي في عام 1993. تشكل أشجار الزان نسبة كبيرة من غابات هذه المنطقة.

## معلومات
كانت شيراكامي-سانتشي أحد أوائل المواقع التي دخلت قائمة التراث العالمي في اليابان، إلى جانب ياكوشيما ، قلعة هيميجي ، ومنطقة الآثار البوذية في هوريوجي في عام 1993.
يوجد في شيراكامي-سانتشي مناطق واسعة من الغابات التي لم تشملها قائمة التراث العالمي.

## معالم

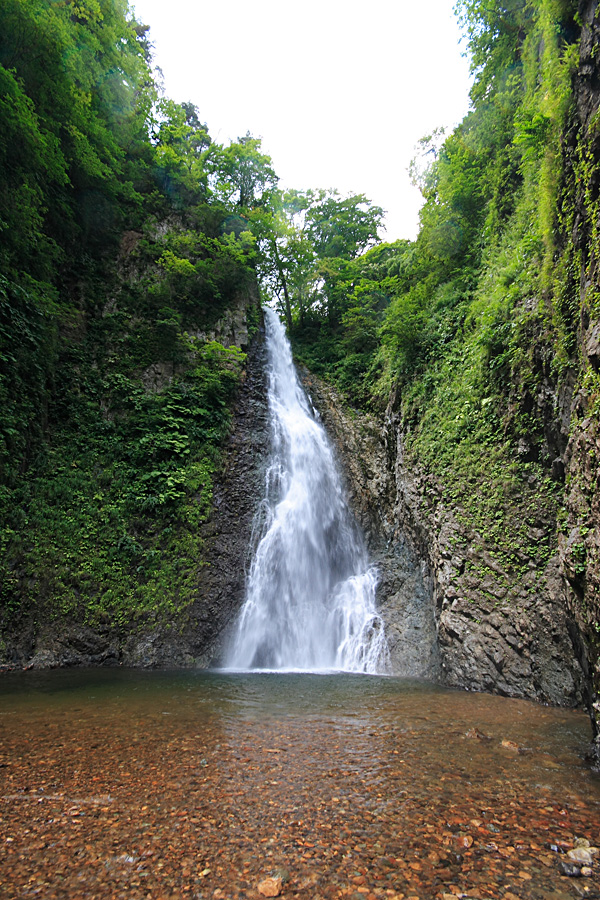
أنمون نو تاكي

### غابات الزان
من المعروف عادة أن الزان غير صالح لزراعة فطر الشيتاكي. ولذلك فإن غابات الزان لم تزعج قط من مزارعي فطر الشيتاكي وبقيت في حالة الحفظ بشكل أفضل بكثير من الغابات المحيطة بها.

### أنمون نو تاكي (شلالات ظل البوابة)
تقع هذه الشلالات الثلاث في موقع التراث العالمي ويسهل الوصول إليها سيرا على الأقدام وهي شهيرة كأحد المعالم السياحية ذات الشعبية.

### حيوانات
- نقار الخشب الأسود
- ظباء يابانية (نوع من الظباء الماعز)
- نسر الجبل
- العقاب الذهبي
- الزغبة
- الدب الآسيوي الأسود

### حديقة تسوغارو شبه-الوطنية
يحد شيراكامي-سانتشي من الشرق حديقة تسوغارو شبه-الوطنية.

### شيراكاميداكه
شيراكاميداكه هو أعلى ذروة في شيراكامي-سانتشي. يطل المنظر من القمة على المناطق المحيطة بها، إلا أن الذروة نفسها ليست جزءا من موقع التراث العالمي ولا تحتاج لإذن لصعود القمة. القمة مجهزة بدورات مياه ومأوى ومرافق الضرورية.

### مهرجان يوكيونوميري شيراكامي
على سفح شيراكامي-سانتشي تقع بلدة هاتشيموري في مقاطعة ياماموتو من محافظة أكيتا حيث يعقد مهرجان سنوي في الهواء الطلق.